# Anglo-zanzibarská válka
Anglo-zanzibarská válka bylo ozbrojené střetnutí, které vypuklo mezi Velkou Británií a Zanzibarským sultanátem 27. srpna 1896. Je uváděna jako nejkratší zaznamenaná válka v lidské historii s délkou ne delší než 45 minut a nejčastěji citovanou jako 38 minut.
Válka vypukla poté, co 25. srpna zemřel Sultán Hamad bin Thuwaini, který dobrovolně spolupracoval s britskou koloniální administrativou, a jeho synovec, Khalid bin Bargash, uchvátil moc státním převratem. Podle Helgolandsko–Zanzibarské dohody z roku 1890, která vytvořila v Zanzibaru britský protektorát, musel dostat nový sultán povolení od konzula, což Khalid neudělal. Toto bylo britské odůvodnění pro válku. Nejdříve však dali Bargashovi ultimátum, aby abdikoval a předal trůn jejich upřednostňovanému kandidátovi Hamudovi bin Muhammedovi, a to nejpozději do 27. srpna v 9:00.
Bargash se odmítl vzdát trůnu a místo toho shromáždil armádu o 2800 mužích a v přístavu zakotvil ozbrojenou jachtu HHS Glasgow bývalého sultána. Zatímco Bargashovy jednotky opevňovaly palác, královské námořnictvo shromáždilo v přístavu před palácem pět válečných lodí (tři moderní křižníky – pancéřový křižník třídy Edgar HMS St George, chráněný křižník třídy Pearl HMS Philomel, křižník třídy Archer HMS Racoon a dva dělové čluny HMS Thrush a HMS Sparrow). Britové také vylodili několik jednotek námořní pěchoty, aby podporovaly „loajální“ pravidelnou zanzibarskou armádu, která čítala 900 mužů ve dvou praporech pod velením generála Lloyda Mathewse, bývalého poručíka královského námořnictva.

Polohy britských lodí kolem sultánova paláce v 9:00

I když se sultán snažil na poslední chvíli vyjednávat o míru prostřednictvím amerických zástupců na ostrově, zahájily, po vypršení ultimáta, 27. srpna lodě královského námořnictva palbu na sultánův palác. Admirál Harry Rawson dal příkaz v 9:00 a palba začala v 9:02. Poté, co se palác začal pod palbou rozpadat a ztráty rychle narůstat, utekl sultán na německý konzulát, kde mu byl poskytnut azyl. Ostřelování bylo zastaveno přibližně po čtyřiceti minutách, během nichž byla potopena jachta Glasgow.
Nejčastěji citovaná délka je 38 minut (od zahájení palby) nebo 40 minut (od příkazu admirála Rawsona). Britské lodní knihy uvádějí různé časy pro konec palby (9:40 je nejčastěji uváděno jako správné), ale i podle nejpozdějšího údaje (Sparrow), a počítaje příkaz admirála za začátek, netrval konflikt déle, než 45 minut. Konflikt se stal známým jako Nejkratší válka v dějinách.
Britové požadovali, aby jim Němci bývalého sultána vydali, ale ten 2. října uprchl na moře a v následujících letech žil v exilu v Dar es Salaamu, kde ho v roce 1916 Britové zajali. Později mu bylo dovoleno žít v Mombase, kde roku 1925 zemřel.